# 舞伎家的料理人
《舞妓家的料理人》是小山愛子所創作的日本漫畫，於《週刊少年Sunday》2017年5、6合併號至2025年8號連載。第65屆（2019年）小學館漫畫獎少年向部門得獎作品。2022年1月時累計銷售量超過200萬本。至於電視動畫於2021年2月首播，每月播映一集。改編真人影集於2023年1月12日起在Netflix上線。

## 劇情簡介
深夜的京都花街，舞妓結束表演工作後會返回屋形（舞妓的宿舍）生活。擔任此處料理人的16歲少女季代（キヨ）在屋形為舞妓們獻上溫暖的料理，同時反映著舞妓的日常生活。

## 登場角色

### 主要人物
野月季代（聲：花澤香菜）
本作女主角之一，故事開始時16歲，擔任屋形料理人的年輕少女，製作的料理擁有令人心情放鬆的作用。不擅長運動和手工藝。和堇、健太為兒時玩伴。青森縣出身，母親早逝，父親在外地工作，和祖母相依為命。原本是為了當舞妓抵達京都學習的舞妓候補，但被阿市看出不俱備舞妓的資質而準備在一年前的春天返鄉，偏逢時任屋形料理人病倒和舞妓們吃膩了便當，利用現有食材做了親子丼而讓舞妓們獲得滿足感，被阿市任命為繼任屋形料理人。
戶來堇／百花（聲：M·A·O）
本作女主角之一，季代還在青森時的兒時玩伴，個性認真且律己甚嚴，喜歡布丁和搭配蜂蜜的熱鬆餅，但不太喜歡山藥百花糖。擅長鋼琴和書法，同時是個家務高手。由於是花粉症患者所以須定期看醫生取藥。因為父母希望其為人誠實，採用花語「誠實」的堇菜作為命名來源，但對於自己的名字取自堇菜感到不滿。中學時期曾因為認真準備學園文化季的鬼屋攤位而受到校園新聞社的採訪表揚。不顧母親反對，和季代同樣立志擔任舞妓前往京都見習，透過嚴格自律和勤奮練習而成為舞妓的一員，被前輩評為「逸才」，但亦因此時常為週邊人帶來困擾和導致飲食不正常。出師後被賜與花名「百花」。隨著劇情進展，開始深思自己在「堇」與「百花」之間的身份和束縛。

### 京都花街
阿市媽媽 / 廣瀬あずさ（聲：片貝薫）
京都的藝妓，負責指導舞妓們表演才藝和監督生活，工作場合紀律分明，但也很照顧他人，被舞妓們尊稱為「媽媽」，也有著旗下舞伎出於生涯考量退出舞伎、為此傷感的一面。因為工作需求經常需要至附近的理髮店整理頭髮，放下頭髮換穿洋裝時的美麗模樣令堇感到吃驚。看出季代不俱備成為舞妓的資質要求她返回青森，但由於廚房阿姨病倒後見識了季代的料理本事，轉而將她調為屋形料理人。
在過去篇揭露本名「廣瀬あずさ」，與百子（夕子）同期，「阿市媽媽」是繼承前代屋型管理者的名號。前代屋型管理者「阿市媽媽」在千佳子與百子（夕子）從屋型獨立後重病住院治療，由於百子（夕子）不適合繼承屋形，前代「阿市媽媽」本有意讓自己結束經營屋型，但獲知千佳子身兼藝妓和屋形的職責，前代「阿市媽媽」辭去藝妓的職位專責管理屋形，千佳子的決意同時讓千佳子和百子（夕子）產生隔閡。
廚房阿姨
前任的屋形料理人，已婚。個性和藹可親，由於腰部出現病變而委託季代協助製作飯菜，後由於腰部病情惡化住院療養，最終辭職離開屋形，開始接觸其他運動，仍然會在季代需要協助時幫助她。丈夫非常喜歡咖哩飯。
百子小姐姐姐/ 夕子（聲：上田麗奈）
堇作為舞妓出道時結拜的義姐（前輩）藝妓，是名個性溫和但有自我主張的美人，工作時會配戴假髮，私底下也會為了培養表演體力從事體育活動，曾因為以卸妝模樣出席馬拉松長跑活動而讓屋形的舞妓們大為吃驚。由於已成為藝妓而擁有獨自生活和從髮禁解放自由度過私人時間的資格（舞妓階段則需要長時間用真髮維持髮型一週，和舞妓們共同生活，不能任意用舞妓裝扮光顧便利商店等店家），和愛貓小焦居住在公寓裡。在過去篇揭露為前代「阿市媽媽」的內女（屋形的女兒），本名夕子，與現任的「阿市媽媽」為同期。
相當關照後輩，曾經提點堇不要過於拚命才會比較可愛。得知堇有心儀對象後建議她進行無聲參拜（京都祇園祭巡行日當夜起，連續七天七夜從祇園出發前往寺町暫放神轎的旅所參拜）以實現願望。由於出師後未再和「市」的人員打招呼，讓週遭人士對她產生懷疑。
「哥哥」（聲：小山力也）
曾任協助舞妓和藝妓穿衣、同時負責為舞妓和藝妓們跑腿的男眾（手藝人），現時已離職。相當看好堇的前途，對於沒能當成舞妓但擅長料理的季代也給予祝福。在理子剛進來見習時曾經提點舞妓是必須要像花一樣綻放，給客人好心情的職位。與現任的「阿市媽媽」關係密切，經常聆聽「阿市媽媽」的心事。
理子/「駒咲」
季代和堇待在京都一年後的新進舞妓見習，外型給人男孩子氣的印象，個性和發言也相當直率，因為經常打籃球的緣故，身材較同齡少女還要高（165公分）。喜歡曲奇餅和麻婆豆腐。意外地害怕黑暗和鬼怪。對季代的印象是「小隻，有點迷堇」，有時候也會協助季代採購食材和料理事務。以修學旅行後為契機，不顧父母的反對選擇投入舞妓行列面試時舞妓見習時一度因為緊張導致臨場表現不佳，但由於季代調製維也納咖啡（放了鮮奶油和巧克力的咖啡）給她喝而放鬆心情通過面試。在京都花街準備舞蹈會表演排練時，直接點出舞妓們因為準備活動鍛鍊累積壓力而造成惡性循環的現象。雖然和鶴駒經常吵鬧和吐槽對方，但雙方也有部分喜好品味相同。
初登場時為短髮，但為了成為舞妓開始將頭髮蓄長，出師後的花名為「駒咲」，在出師當日與父母再會。
鶴駒小姐姐姐（聲：松田颯水）
資歷較深的舞妓，因為卸妝後經常配戴眼鏡而被理子稱作「眼鏡前輩」、「眼鏡姐姐姐」，工作場合則會配戴隱形眼鏡。神奈川県横浜市出身，在理子剛進來的時候向她說明舞妓間的規矩和姐妹制度，負責教導她京都腔。和理子互動時經常因為對方直來直往的言行而鬧得不愉快，但往往會因為和理子幫助季代協助料理事物而和好。喜歡曲奇餅和麻婆豆腐。是知名歌劇團「OSK日本歌劇團」的劇迷。第93話正式改變髮型，象徵累積資深經歷有望升格藝妓。
村口凛 / 花井櫻
漫畫第288話首度登場的舞妓見習，是理子（駒咲）的兒時好友。原先和理子上同所高中，但由於無法放棄成為舞妓的夢想，從高中退學與家人商量後，被允許抵達京都從業。由於普通舞妓是國中畢業投入訓練，因此她是理子（駒咲）在舞妓界的「妹妹（後輩）」，且需要較長的時間才能完成訓練。

### 親友們
中渡健太（聲：高山南）
季代還在青森時的兒時玩伴，堇的單相思對象，對季代有好感。熱愛且擅長棒球，喜歡巧克力口味的冰淇淋和英式吐司，有著重要比賽前吃酥脆吐司邊條的習慣。中學畢業後為了能繼續打棒球而選讀東高專校。修學旅遊期間曾經抽空探訪季代和堇。後由於在練習時間手臂受重傷，無法再擔任投手，轉而移居兼在京都的洋食屋擔任見習廚師。
季代的祖母
居住青森鄉下的老婦人。得知季代即將前往京都後雖感到不捨，仍在季代和堇前往京都前特地製作扇貝蛋液味噌燒作為餞別聚餐，還讓季代帶上取暖用的熱水袋。
季代的母親
漫畫第167話以遺像登場，故人。季代在過年放假返鄉期間曾向她的遺照稟報近況。
健太的姊姊
健太已婚的姊姊。為人強勢，其實很在意健太。在祖父奚落健太在京都的職涯選擇時，曾經故意作弄祖父替健太出氣。
戶來千花
堇的表姐，在婚禮上介紹堇給丈夫松本。

### 其他角色
巡警（聲：植木慎英）
為人親切的京都巡警，相當關心季代，也會給予生活方面的協助。
洋食屋的店主
健太在京都洋食屋的僱主，是個和藹親切的老婦人。季代和堇初次光顧餐廳點蛋包飯的期間，得知兩者剛好沒帶足夠的零錢，不但沒有生氣還允許兩者日後再補付餐費。
洋食屋的主廚
健太在京都洋食屋的前輩，為人淡定且知情達理。在健太解釋年末因為沒錢不打算回青森渡過寒假時，將來回京都和青森的車票給了健太。

### 真人劇版原創人物
涼子
演 - 蒔田彩珠
屋形的女師傅「梓」的女兒，是一名高中生。
千代
演 - 松坂慶子
前代女師傅、現在也在屋形擔任要職。
吉乃
演 - 松岡茉優
原來與百子同期並回來屋型的藝妓。

## 出版書籍

### 漫畫
| 卷數 | 小學館         | 小學館                 | 新經典文化    | 新經典文化             |
| 卷數 | 發售日期       | ISBN                   | 發售日期      | ISBN                   |
| ---- | -------------- | ---------------------- | ------------- | ---------------------- |
| 1    | 2017年4月12日  | ISBN 978-4-09-127562-2 | 2024年4月3日  | ISBN 978-626-74-2119-2 |
| 2    | 2017年7月18日  | ISBN 978-4-09-127726-8 | 2024年4月3日  | ISBN 978-626-74-2120-8 |
| 3    | 2017年9月12日  | ISBN 978-4-09-127828-9 | 2024年10月9日 | ISBN 978-626-74-2121-5 |
| 4    | 2017年12月12日 | ISBN 978-4-09-128028-2 | 2024年10月9日 | ISBN 978-626-74-2146-8 |
| 5    | 2018年4月12日  | ISBN 978-4-09-128188-3 | 2025年4月2日  | ISBN 978-6-26-742180-2 |
| 6    | 2018年6月12日  | ISBN 978-4-09-128329-0 | 2025年4月2日  | ISBN 978-6-26-742181-9 |
| 7    | 2018年9月12日  | ISBN 978-4-09-128537-9 | 2025年6月13日 | ISBN 978-6-26-742195-6 |
| 8    | 2018年12月12日 | ISBN 978-4-09-128752-6 | 2025年6月13日 | ISBN 978-6-26-742188-8 |
| 9    | 2019年3月12日  | ISBN 978-4-09-128883-7 | 2025年8月6日  | ISBN 978-6-26-774802-2 |
| 10   | 2019年6月12日  | ISBN 978-4-09-129258-2 | 2025年8月6日  | ISBN 978-6-26-774803-9 |
| 11   | 2019年9月12日  | ISBN 978-4-09-129389-3 |               |                        |
| 12   | 2019年12月12日 | ISBN 978-4-09-129489-0 |               |                        |
| 13   | 2020年3月12日  | ISBN 978-4-09-850088-8 |               |                        |
| 14   | 2020年7月10日  | ISBN 978-4-09-850129-8 |               |                        |
| 15   | 2020年11月12日 | ISBN 978-4-09-850316-2 |               |                        |
| 16   | 2021年3月12日  | ISBN 978-4-09-850489-3 |               |                        |
| 17   | 2021年7月12日  | ISBN 978-4-09-850684-2 |               |                        |
| 18   | 2021年10月12日 | ISBN 978-4-09-850801-3 |               |                        |
| 19   | 2022年2月10日  | ISBN 978-4-09-851010-8 |               |                        |
| 20   | 2022年7月12日  | ISBN 978-4-09-851209-6 |               |                        |
| 21   | 2022年10月12日 | ISBN 978-4-09-851362-8 |               |                        |
| 22   | 2023年1月12日  | ISBN 978-4-09-851584-4 |               |                        |
| 23   | 2023年5月12日  | ISBN 978-4-09-852131-9 |               |                        |
| 24   | 2023年9月12日  | ISBN 978-4-09-852847-9 |               |                        |
| 25   | 2024年1月12日  | ISBN 978-4-09-853143-1 |               |                        |
| 26   | 2024年5月10日  | ISBN 978-4-09-853405-0 |               |                        |
| 27   | 2024年9月11日  | ISBN 978-4-09-853568-2 |               |                        |
| 28   | 2024年12月12日 | ISBN 978-4-09-853737-2 |               |                        |
| 29   | 2025年3月12日  | ISBN 978-4-09-854001-3 |               |                        |
| 30   | 2025年6月12日  | ISBN 978-4-09-854123-2 |               |                        |

### 其他
- 『公式設定資料集』， 小學館，2023年1月12日發售，ISBN 978-4-09-851491-5。

## 電視動畫
2020年3月31日，宣佈改編電視動畫將於日本放送協會（NHK）頻道上播映。
由NHK世界JAPAN自2021年2月開始播放到2022年1月。NHK 教育台則是自2021年10月播放到2022年6月。動畫版英文標題為"Kiyo in Kyoto：From the Maiko House"。
本作中有負責向觀眾解說花街以及舞妓門的日常生活與習慣的註釋(旁白)。關於旁白，NHK World-Japan 版的英語旁白由美國籍女演員Hannah Grace負責，教育台版中，日語旁白則由大原沙耶香負責 。
每一話都是由故事本編以及由季代與菫負責解說故事中登場的料理以及美食文化相關小知識的「今天的料理（Dish of the Day ）」兩個部分構成。
在NHK World-Japan版 中，本作在同頻道每周四播放，介紹京都文化的節目（旅行紀錄片）『Core Kyoto』中，還會以每月一次的方式在當月第4週，以25分鐘的長度連續播放3話。又如前述，旁白雖然是英文，但因為本篇中登場人物的日常對話為日語，所以這部份會加入英語字幕。還有下回預告中，堇和季代也會以日語說「『舞伎家的料理人』下回也敬請期待 」。另外播完後還會再播放介紹與舞妓相關文化的3分鐘真人節目『Kiyo in Kyoto：3min』。
NHK教育台則是將上開部分分開來，並以10分鐘一集每周播放一次。並與女歌手辻亞彌乃一起製作名為『明日きっと』的主題曲作為全新的片頭曲，至於片尾曲的長度則被縮短，並將NHK World-Japan版中的下集預告內容以及『Kiyo in Kyoto：3min』等附屬單元拿掉。然後在2022年1月3日一次從第1話播放到第13話時，直到第12話・都是依照片頭曲・本編（一集3話）・長版本片尾曲・下回預告的順序並以30分鐘的長度播放。

### 工作人員（テレビ動畫）
- 原作 - 小山愛子[4]
- 導演・分鏡・演出 - 鈴木洋平[4]
- 系列構成・劇本 - 山川進[4]
- 作畫監督 - 大木良一
- 美術監督 - 黒田友範
- 色彩設計 - 木村美保
- 攝影監督 - 間中秀典
- CG導演 - 鈴木友里恵
- 編輯 - 山岸歩奈美
- 音樂 - 坂部剛[4]
- 音響監督 - 明田川仁
- 音響製作 - 見留滉平
- 製作人- 内田沙矢子
- 動畫製作人 - 松倉友二
- 製作統括 - 吉國勲，中沢いずみ
- 動畫製作 - J.C.STAFF[4]
- 製作 - NHK事業[4]
- 製作・著作 - NHK[4]

### 主題曲
NHK世界JAPAN版與教育台版的片頭曲有所差異。NHK世界JAPAN版中，片頭曲以及片尾曲都是採用坂部剛作曲的演奏曲。至於片尾曲，NHK世界JAPAN版以及教育台版雖然都是同樣的曲子，但NHK世界JAPAN版的長度有1分30秒，教育台版只有30秒。
「明日きっと」
教育台版的片頭曲。歌・作詞・作曲為辻亞彌乃，編曲則是根岸孝旨以及本間昭光。

## 網路劇
《舞伎家的料理人》是一部於2023年1月12日上線的日本Netflix網路影集，改編自小山愛子的同名漫畫，本劇由是枝裕和執導及編劇，森七菜和出口夏希主演。全9集
真人劇中，也有原作沒有出現過的屋形前女老闆、高中生女老闆的女兒等角色登場。

### 登場人物
- 季代：森七菜[10]
- 堇：出口夏希[10]
- 涼子：蒔田彩珠[10]
- 千代：松坂慶子[10]
- 百子：橋本愛[10]
- 吉乃：松岡茉優[10]
- 梓：常盤貴子[10]
- 中渡健太：城檜吏[19]
- 鶴駒：福地桃子[19]
- 菊乃：若柳琴子[19]
- 琴乃：南琴奈[19]
- 蓮：Lily Franky[19]
- 石田武：北村有起哉[19]
- 清野流：尾美利德[19]
- 古館寬治朗：古館寬治[19]
- 櫻井君江：戶田惠子[19]
- 季代的奶奶：白石加代子[19]
- 田邊雅弘：井浦新[19]

### 製作團隊
- 原作：小山愛子《舞伎家的料理人》（小學館「週刊少年Sunday」連載）
- 綜合導演：是枝裕和
- 企劃：川村元氣
- 導演：是枝裕和、津野愛、奥山大史、佐藤快磨
- 編劇：是枝裕和、砂田麻美、津野愛、奥山大史、佐藤快磨
- 執行製作人：古澤佳寛（STORY）、佐藤菜穗美（Netflix）
- 製作人：山田兼司、鹿嶋愛、北原栄治
- 副製作人：北林理沙
- 製作：STORY 株式会社
- 制作公司：STORY 株式会社、株式会社分福

## 外部連結
- 漫畫官方網站（日語）
- 電視動畫官方網站（日語）
- 網路劇官方網站（日語）